# ADEVA Pays Vitryat
ADEVA Pays Vitryat est un syndicat mixte du département de la Marne.

## Territoire
Créé en 2015 en remplacement du pays (aménagement du territoire) éponyme, il reprend pour l'essentiel les contours de l'arrondissement de Vitry-le-François. Il est composé de trois communautés de communes :
- Communauté de communes Perthois-Bocage et Der
- Communauté de communes Côtes de Champagne et Val de Saulx
- Communauté de communes Vitry, Champagne et Der